# Yulia Ryabchinskaya
Yulia Ryabchinskaya (em ucraniano:  Юлія Петрівна Рябчинська, Peshchanka, Vinnytsia, 26 de janeiro de 1947 — Poti, Mingrélia-Alta Suanécia, 13 de janeiro de 1973) foi uma velocista russa na modalidade de canoagem.

## Carreira
Foi vencedora da medalha de Ouro em K-1 500 m em Munique 1972.